# One I've Been Missing
"One I've Been Missing" é uma canção do girl group britânico Little Mix, lançada em 22 de novembro de 2019 e foi a primeira canção de Natal do grupo. Foi tida como uma canção com alto potencial de ser um dos singles de Natal número um no Reino Unido, mesmo apesar de ter sido lançada 3 semanas antes do período de coleta de dados da tabela.

## Antecedentes
Mesmo que seja a primeira faixa-título com temática natalina, o grupo já tinha lançado previamente um "Christmas Mix" de seu single Love Me Like You e já tinha lançado covers de músicas como "Christmas (Baby Please Come Home)"
Em 19 de novembro, o grupo anunciou o single através de suas redes sociais por um vídeo.

## Desempenho nas tabelas musicais
| Tabela musical (2019-2020)                       | Melhor posição |
| ------------------------------------------------ | -------------- |
| Bélgica (Ultratop Flanders)                      | 4              |
| Escócia (Official Charts Company)                | 23             |
| Estados Unidos (Billboard Holiday Digital Songs) | 29             |
| Irlanda (IRMA)                                   | 72             |
| Nova Zelândia (RMNZ)                             | 23             |
| Reino Unido (Official Charts Company)            | 59             |
| Suécia (Sverigetopplistan Heatseeker)            | 23             |

## Histórico de lançamento
| País        | Data                   | Formato                     | Gravadora |
| ----------- | ---------------------- | --------------------------- | --------- |
| Reino Unido | 22 de novembro de 2019 | Streaming, download digital | RCA UK    |
| Mundo       | 22 de novembro de 2019 | Streaming, download digital | RCA UK    |